# Перший уряд Каї Каллас
Перший уряд Каї Каллас — уряд Естонії, який очолювала естонська та європейська політична діячка Кая Каллас з Партії реформ. Розпочав роботу 26 січня 2021 року, після того, як попередній уряд Юрі Ратаса достроково пішов у відставку на тлі корупційного скандалу. Пішов у відставку 14 липня 2022 року. Це був коаліційний уряд двох партій: Партії реформ та Центристської партії до червня 2022 року, коли Кая Каллас відкликала усіх міністрів Центристської партії після кількох тижнів суперечок між обома партіями.
Кая Каллас є першою жінкою, яка стала Прем'єр-міністром Естонії. На момент її вступу на посаду Естонія стала єдиною країною у світі, де і обраний голова держави, і голова уряду, були жінками (президентом на той момент була Керсті Кальюлайд). У 2002—2003 роках Прем'єр-міністром Естонії був її батько Сіім Каллас.

## Історія
Із самого початку експерти прогнозували декілька можливих варіантів коаліції, серед яких коаліція Партії реформ із Центристською партією, Партії реформ із Вітчизною та Соціал-демократичною партією, Центристської партії з Консервативною народною партією та Вітчизною, Партії реформ із Консервативною народною партією. 14 січня 2021 року почались коаліційні перемовини між Партією реформ та Центристською партією. Хоч для багатьох це було несподіванкою, лідер партії Вітчизна (Хелір-Валдор Сеедер) та лідер Консервативної народної партії (Мартін Гельме) заявили що члени Центристської партії розглядали можливість коаліції із Партією реформ ще з кінця 2020 року.
25 січня 2021 Рійгікогу (парламент Естонії) затвердив кабінет Каї Каллас 70-ма голосами проти 30-ти.
Цей кабінет став першим коаліційним урядом Партії реформ та Центристської партії з 2003 року. Також він став найбільш гендерно рівним в історії Естонії, оскільки жінки складали майже половину (46.7 %) його складу.
3 червня 2022 року Кая Каллас відкликала сімох міністрів із Центристської партії після кількох тижнів взаємного блокування, під час якого центристи разом із депутатами EKRE відхилили під час голосування у парламенті проєкт про переведення початкової освіту на естонську. Після цього Партія реформ розпочала перемовини про нову коаліцію з Isamaa та Соціал-демократичною партією, водночас Центристська партія після внутрішніх обговорень вирішила почати консультації про коаліцію з EKRE та Isamaa. Isamaa ухвалила рішення про перемовини із Партією реформ і соціал-демократами.
8 липня 2022 року партії досягли угоди про формування керівної коаліції. 14 липня Кая Каллас подала у відставку, аби сформувати новий уряд. 15 липня 2022 року нова парламентська коаліція Естонії підтримала повторне призначення Каї Каллас прем'єр-міністром і дала їй мандат на формування нового уряду.

## Список міністрів
| Посада                                             | Фото | Міністр                | Партія | Партія              | Початок терміну   | Кінець терміну    | Профіль на сайті уряду                         |
| -------------------------------------------------- | ---- | ---------------------- | ------ | ------------------- | ----------------- | ----------------- | ---------------------------------------------- |
| Прем'єр-міністр                                    |      | Кая Каллас             |        | Партія реформ       | 26 січня 2021     | 14 липня 2022     | [Архівовано 1 березня 2021 у Wayback Machine.] |
| Міністр внутрішніх справ                           |      | Крістіан Яані          |        | Центристська партія | 26 січня 2021     | 3 червня 2022     | [Архівовано 22 квітня 2021 у Wayback Machine.] |
| Міністр довкілля                                   |      | Тиніс Мьольдер         |        | Центристська партія | 26 січня 2021     | 18 листопада 2021 | [Архівовано 25 квітня 2021 у Wayback Machine.] |
| Міністр довкілля                                   |      | Еркі Савісаар          |        | Центристська партія | 18 листопада 2021 | 3 червня 2022     | 14 липня 2022                                  |
| Міністр економічних справ та інфраструктури        |      | Тааві Аас              |        | Центристська партія | 29 квітня 2019    | 3 червня 2022     | [Архівовано 1 березня 2021 у Wayback Machine.] |
| Міністр закордонних справ                          |      | Ева-Марія Лійметс      |        | Центристська партія | 26 січня 2021     | 3 червня 2022     | [Архівовано 24 квітня 2021 у Wayback Machine.] |
| Міністр здоров'я та праці                          |      | Танел Кіїк             |        | Центристська партія | 26 січня 2021     | 3 червня 2022     | [Архівовано 1 березня 2021 у Wayback Machine.] |
| Міністр культури                                   |      | Аннелі Отт             |        | Центристська партія | 26 січня 2021     | 3 листопада 2021  | [Архівовано 22 квітня 2021 у Wayback Machine.] |
| Міністр культури                                   |      | Тійт Терік             |        | Центристська партія | 8 листопада 2021  | 3 червня 2022     |                                                |
| Міністр оборони                                    |      | Калле Лаанет           |        | Партія реформ       | 26 січня 2021     | 14 липня 2022     | [Архівовано 22 квітня 2021 у Wayback Machine.] |
| Міністр освіти та досліджень                       |      | Лійна Керсна           |        | Партія реформ       | 26 січня 2021     | 14 липня 2022     | [Архівовано 23 квітня 2021 у Wayback Machine.] |
| Міністр підприємництва та інформаційних технологій |      | Андрес Сутт            |        | Партія реформ       | 26 січня 2021     | 14 липня 2022     | [Архівовано 1 березня 2021 у Wayback Machine.] |
| Міністр публічної адміністрації                    |      | Яак Ааб                |        | Центристська партія | 26 січня 2021     | 3 червня 2022     | [Архівовано 14 квітня 2021 у Wayback Machine.] |
| Міністр сільських справ                            |      | Урмас Круузе           |        | Партія реформ       | 26 січня 2021     | 14 липня 2022     | [Архівовано 1 березня 2021 у Wayback Machine.] |
| Міністр соціального захисту                        |      | Сігне Рійсало          |        | Партія реформ       | 26 січня 2021     | 14 липня 2022     | [Архівовано 1 березня 2021 у Wayback Machine.] |
| Міністр фінансів                                   |      | Кейт Пентус-Розіманнус |        | Партія реформ       | 26 січня 2021     | 14 липня 2022     | [Архівовано 21 квітня 2021 у Wayback Machine.] |
| Міністр юстиції                                    |      | Маріс Лаурі            |        | Партія реформ       | 26 січня 2021     | 14 липня 2022     | [Архівовано 14 квітня 2021 у Wayback Machine.] |